# Daydreameiland
Daydreameiland (Engels: Daydream Island) is een eiland gelegen aan de oostkust van Australië (Queensland) en behoort tot de archipel van de Whitsundayeilanden. Het eiland is 1 kilometer lang en een halve kilometer breed. Dit eiland is te bereiken vanaf Hamiltoneiland of vanaf het vliegveld van Whitsunday Coast in Proserpine. Het eiland kent tevens een kleine maar dichtbegroeide jungle met tropische vegetatie bewoond door papegaaien en kleinere vogels.

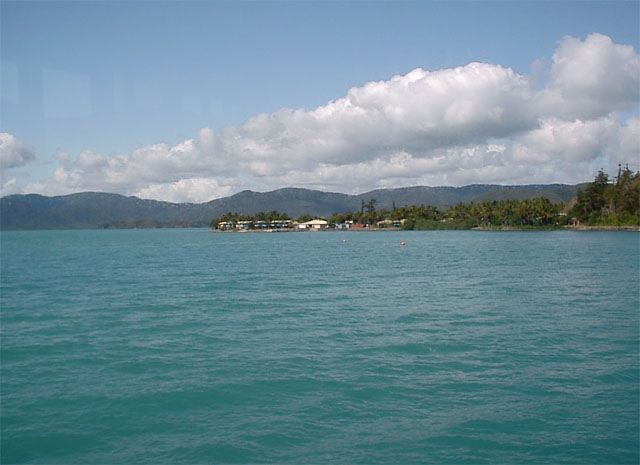
Daydreameiland.